# 닉 키리오스

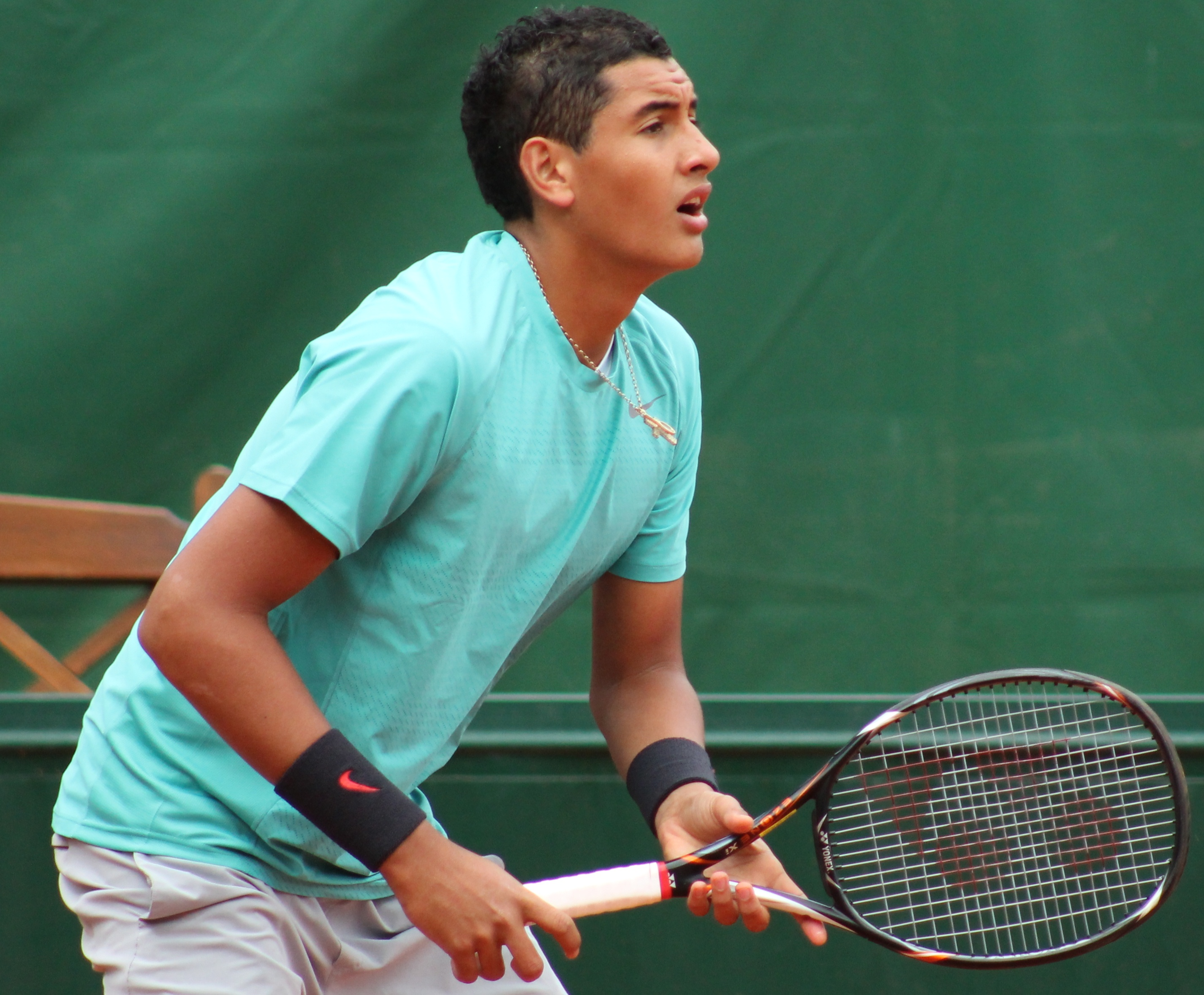
닉 키리오스

니컬러스 힐미 키리오스(Nicholas Hilmy Kyrgios, 1995년 4월 27일 ~ )는 오스트레일리아의 테니스 선수이다.
2022년 윔블던 선수권 대회에서 준우승을 차지하였다.